# Österrikes Grand Prix 2022
Österrikes Grand Prix 2022, officiellt Formula 1 Rolex Großer Preis von Österreich 2022, var ett Formel 1-lopp som kördes den 10 juli 2022 på Red Bull Ring i Spielberg i Österrike. Loppet var det elfte loppet ingående i Formel 1-säsongen 2022 och kördes över 71 varv.
Detta var den andra tävlingshelgen under säsongen 2022 där sprintkval kördes.

## Bakgrund
Vid omgången kommer ett sprintlopp att köras. Sprintkvalet är ett nytt format som introducerades under den förra säsongen där förarna under 17 varv, ca 100 km, kvalar för att bestämma ordningen för loppet på söndag. Platsen på startgridden för sprintkvalet avgjordes på fredagen genom det normala kvalformatet, det vill säga kvalrundor (Q1, Q2 och Q3). Enligt 2022 års regler, tilldelades den fomella utmärkelsen pole position vinnaren av fredagens sista kvalrunda, medan startplatsen vid söndagens lopp avgjordes av den slutliga placeringen i lördagens sprintkval.
Sprintkvalet ger också poäng till de åtta bästa förarna:
| Position       | 1:a | 2:a | 3:a | 4:a | 5:a | 6:a | 7:a | 8:a |
| -------------- | --- | --- | --- | --- | --- | --- | --- | --- |
| Poäng (sprint) | 8   | 7   | 6   | 5   | 4   | 3   | 2   | 1   |

### Däckval
Däckleverantören Pirelli har tilldelat C3-, C4- och C5-däckföreningarna som ska användas i loppet.

## Ställning i mästerskapet före loppet
| Pos. | Förare            | Poäng |
| ---- | ----------------- | ----- |
| 1 ▬  | Max Verstappen    | 181   |
| 2 ▬  | Sergio Pérez      | 147   |
| 3 ▬  | Charles Leclerc   | 138   |
| 4 ▬  | Carlos Sainz, Jr. | 127   |
| 5 ▬  | George Russell    | 111   |

| Pos. | Konstruktör      | Poäng |
| ---- | ---------------- | ----- |
| 1 ▬  | Red Bull         | 328   |
| 2 ▬  | Ferrari          | 265   |
| 3 ▬  | Mercedes         | 204   |
| 4 ▬  | McLaren-Mercedes | 73    |
| 5 ▬  | Alpine-Renault   | 67    |

- Notering: Endast de fem bästa placeringarna i vardera mästerskap finns med på listorna.

## Kvalet
Kvalet kördes på fredagen den 8 juli. Kvalet rödflaggades två gånger under Q3, då både Lewis Hamilton och George Russell kört ut i gruset och in i barriären. Max Verstappen tog pole position inför sprintloppet, med Charles Leclerc på andra plats och Carlos Sainz Jr. på tredje plats. Sergio Pérez kvalade ursprungligen som fyra, men hans snabbaste varv i Q2 och alla varvtider i Q3 förklarades ogiltiga, då han lämnat banan på otillåtet sätt vid kurva 8 under Q2. Pérez degraderades till trettonde plats.
| Pos.                    | Nr. | Förare           | Konstruktör           | Kvaltider | Kvaltider | Kvaltider | Start- grid |
| Pos.                    | Nr. | Förare           | Konstruktör           | Q1        | Q2        | Q3        | Start- grid |
| ----------------------- | --- | ---------------- | --------------------- | --------- | --------- | --------- | ----------- |
| 1                       | 1   | Max Verstappen   | Red Bull Racing-RBPT  | 1:05.852  | 1:05.374  | 1:04.984  | 1           |
| 2                       | 16  | Charles Leclerc  | Ferrari               | 1:05.419  | 1:05.287  | 1:05.013  | 2           |
| 3                       | 55  | Carlos Sainz Jr. | Ferrari               | 1:05.660  | 1:05.576  | 1:05.066  | 3           |
| 4                       | 63  | George Russell   | Mercedes              | 1:06.235  | 1:05.697  | 1:05.431  | 4           |
| 5                       | 31  | Esteban Ocon     | Alpine-Renault        | 1:06.468  | 1:05.993  | 1:05.726  | 5           |
| 6                       | 20  | Kevin Magnussen  | Haas-Ferrari          | 1:06.366  | 1:05.894  | 1:05.879  | 6           |
| 7                       | 47  | Mick Schumacher  | Haas-Ferrari          | 1:06.405  | 1:06.151  | 1:06.011  | 7           |
| 8                       | 14  | Fernando Alonso  | Alpine-Renault        | 1:06.016  | 1:06.082  | 1:06.103  | 8           |
| 9                       | 44  | Lewis Hamilton   | Mercedes              | 1:06.079  | 1:05.475  | 1:13.151  | 9           |
| 10                      | 10  | Pierre Gasly     | AlphaTauri-RBPT       | 1:06.589  | 1:06.160  | N/A       | 10          |
| 11                      | 23  | Alexander Albon  | Williams-Mercedes     | 1:06.516  | 1:06.230  | N/A       | 11          |
| 12                      | 77  | Valtteri Bottas  | Alfa Romeo-Ferrari    | 1:06.442  | 1:06.319  | N/A       | 12          |
| 13                      | 11  | Sergio Pérez     | Red Bull Racing-RBPT  | 1:06.143  | 1:06.458  | No time   | 132         |
| 14                      | 22  | Yuki Tsunoda     | AlphaTauri-RBPT       | 1:06.463  | 1:06.851  | N/A       | 14          |
| 15                      | 4   | Lando Norris     | McLaren-Mercedes      | 1:06.330  | 1:25.847  | N/A       | 15          |
| 16                      | 3   | Daniel Ricciardo | McLaren-Mercedes      | 1:06.613  | N/A       | N/A       | 16          |
| 17                      | 18  | Lance Stroll     | Aston Martin-Mercedes | 1:06.847  | N/A       | N/A       | 17          |
| 18                      | 24  | Zhou Guanyu      | Alfa Romeo-Ferrari    | 1:06.901  | N/A       | N/A       | 18          |
| 19                      | 6   | Nicholas Latifi  | Williams-Mercedes     | 1:07.003  | N/A       | N/A       | 19          |
| 20                      | 5   | Sebastian Vettel | Aston Martin-Mercedes | 1:07.083  | N/A       | N/A       | 20          |
| 107 %-gränsen: 1:09.998 |     |                  |                       |           |           |           |             |
| Källor:                 |     |                  |                       |           |           |           |             |

Noter
- ^1  – Sergio Pérez kvalade ursprungligen som fyra, men hans snabbaste varv i Q2 och alla varvtider i Q3 förklarades ogiltiga, då han lämnat banan på otillåtet sätt vid kurva 8 under Q2.[9]

## Sprintkval
Sprintkvalet ägde rum den 9 juli, och var planerat att köras över 24 varv, men kortades ner med ett varv efter ett avbrutet startförsök på grund av en bil som stannat.

### Formationsvarv
Fernando Alonso ställdes upp på startgriden med däckskydden på, och fick rullas tillbaka in i depån. På grund av ett elfel så startade Alonso inte alls i sprintkvalet.
Zhou Guanyu fick motorproblem i slutet av formationsvarvet, och ett ytterligare formationsvarv kördes för att flytta Zhous bil. Zhou fick dock igång bilen och kunde fullfölja det andra formationsvarvet, men fick starta sprintkvalet från depån.
| Pos.                                                          | Nr. | Förare           | Konstruktör           | Varv1 | Tid/Bröt        | Grid | Poäng | Start- grid |
| ------------------------------------------------------------- | --- | ---------------- | --------------------- | ----- | --------------- | ---- | ----- | ----------- |
| 1                                                             | 1   | Max Verstappen   | Red Bull Racing-RBPT  | 23    | 26:30.059       | 1    | 8     | 1           |
| 2                                                             | 16  | Charles Leclerc  | Ferrari               | 23    | +1.675          | 2    | 7     | 2           |
| 3                                                             | 55  | Carlos Sainz Jr. | Ferrari               | 23    | +5.644          | 3    | 6     | 3           |
| 4                                                             | 63  | George Russell   | Mercedes              | 23    | +13.429         | 4    | 5     | 4           |
| 5                                                             | 11  | Sergio Pérez     | Red Bull Racing-RBPT  | 23    | +18.302         | 13   | 4     | 5           |
| 6                                                             | 31  | Esteban Ocon     | Alpine-Renault        | 23    | +31.032         | 5    | 3     | 6           |
| 7                                                             | 20  | Kevin Magnussen  | Haas-Ferrari          | 23    | +34.539         | 6    | 2     | 7           |
| 8                                                             | 44  | Lewis Hamilton   | Mercedes              | 23    | +35.447         | 9    | 1     | 8           |
| 9                                                             | 47  | Mick Schumacher  | Haas-Ferrari          | 23    | +37.163         | 7    |       | 9           |
| 10                                                            | 77  | Valtteri Bottas  | Alfa Romeo-Ferrari    | 23    | +37.557         | 12   |       | 202         |
| 11                                                            | 4   | Lando Norris     | McLaren-Mercedes      | 23    | +38.580         | 15   |       | 10          |
| 12                                                            | 3   | Daniel Ricciardo | McLaren-Mercedes      | 23    | +39.738         | 16   |       | 11          |
| 13                                                            | 18  | Lance Stroll     | Aston Martin-Mercedes | 23    | +48.241         | 17   |       | 12          |
| 14                                                            | 24  | Zhou Guanyu      | Alfa Romeo-Ferrari    | 23    | +50.753         | PL3  |       | 13          |
| 15                                                            | 10  | Pierre Gasly     | AlphaTauri-RBPT       | 23    | +52.125         | 10   |       | 14          |
| 16                                                            | 23  | Alexander Albon  | Williams-Mercedes     | 23    | +52.4124        | 11   |       | 15          |
| 17                                                            | 22  | Yuki Tsunoda     | AlphaTauri-RBPT       | 23    | +54.556         | 14   |       | 16          |
| 18                                                            | 6   | Nicholas Latifi  | Williams-Mercedes     | 23    | +1:08.694       | 19   |       | 17          |
| 195                                                           | 5   | Sebastian Vettel | Aston Martin-Mercedes | 21    | Kollisionsskada | 20   |       | 18          |
| DNS                                                           | 14  | Fernando Alonso  | Alpine-Renault        | 0     | Elfel           | —6   |       | 19          |
| Snabbaste varv: Charles Leclerc (Ferrari) – 1:08.321 (varv 4) |     |                  |                       |       |                 |      |       |             |
| Källor:                                                       |     |                  |                       |       |                 |      |       |             |

Noter
- ^1  – Sprintkvalet planerades att köras över 24 varv, men kortades ner med ett varv efter ett avbrutet startförsök.[13]
- ^2  – Valtteri Bottas var tvungen att starta sist på griden efter att ha överskridit sin del av motordelar.[15]
- ^3  – Zhou Guanyu kvalade till plats 18, men fick starta sprintkvalet från depån på grund av tekniska problem. Hans ruta på griden lämnades tom.[13]
- ^4  – Alexander Albon kom på 13:e plats, men fick 5 sekunders bestraffning för att ha tvingat Lando Norris av banan.[13]
- ^5  – Sebastian Vettel klassificerades eftersom han kört färdigt mer än 90 % av distansen.[13]
- ^6  – Fernando Alonso startade inte på grund av elfel. Hans ruta på griden lämnades tom.[13]

## Loppet
Loppet kördes den 10 juli över 71 varv. Charles Leclerc vann loppet trots problem med gaspedalen under de avslutande varven. Max Verstappen kom på andraplats och Lewis Hamilton kom på tredjeplats. Max Verstappen fick en extra poäng för snabbaste varv. Detta var Leclercs första seger i F1-karriären där han inte startade från pole position.
| Pos.                                                                       | Nr. | Förare           | Konstruktör           | Varv | Tid/Bröt        | Grid | Poäng |
| -------------------------------------------------------------------------- | --- | ---------------- | --------------------- | ---- | --------------- | ---- | ----- |
| 1                                                                          | 16  | Charles Leclerc  | Ferrari               | 71   | 1:24:24.312     | 2    | 25    |
| 2                                                                          | 1   | Max Verstappen   | Red Bull Racing-RBPT  | 71   | +1.532          | 1    | 191   |
| 3                                                                          | 44  | Lewis Hamilton   | Mercedes              | 71   | +41.217         | 8    | 15    |
| 4                                                                          | 63  | George Russell   | Mercedes              | 71   | +58.972         | 4    | 12    |
| 5                                                                          | 31  | Esteban Ocon     | Alpine-Renault        | 71   | +1:08.436       | 6    | 10    |
| 6                                                                          | 47  | Mick Schumacher  | Haas-Ferrari          | 70   | +1 varv         | 9    | 8     |
| 7                                                                          | 4   | Lando Norris     | McLaren-Mercedes      | 70   | +1 varv         | 10   | 6     |
| 8                                                                          | 20  | Kevin Magnussen  | Haas-Ferrari          | 70   | +1 varv         | 7    | 4     |
| 9                                                                          | 3   | Daniel Ricciardo | McLaren-Mercedes      | 70   | +1 varv         | 11   | 2     |
| 10                                                                         | 14  | Fernando Alonso  | Alpine-Renault        | 70   | +1 varv         | 19   | 1     |
| 11                                                                         | 77  | Valtteri Bottas  | Alfa Romeo-Ferrari    | 70   | +1 varv         | PL   |       |
| 12                                                                         | 23  | Alexander Albon  | Williams-Mercedes     | 70   | +1 varv         | 15   |       |
| 13                                                                         | 18  | Lance Stroll     | Aston Martin-Mercedes | 70   | +1 varv         | 12   |       |
| 14                                                                         | 24  | Zhou Guanyu      | Alfa Romeo-Ferrari    | 70   | +1 varv         | 13   |       |
| 15                                                                         | 10  | Pierre Gasly     | AlphaTauri-RBPT       | 70   | +1 varv2        | 14   |       |
| 16                                                                         | 22  | Yuki Tsunoda     | AlphaTauri-RBPT       | 70   | +1 varv         | 16   |       |
| 17                                                                         | 5   | Sebastian Vettel | Aston Martin-Mercedes | 70   | +1 varv3        | 18   |       |
| Ret                                                                        | 55  | Carlos Sainz Jr. | Ferrari               | 56   | Motorfel        | 3    |       |
| Ret                                                                        | 6   | Nicholas Latifi  | Williams-Mercedes     | 48   | Underrede       | 17   |       |
| Ret                                                                        | 11  | Sergio Pérez     | Red Bull Racing-RBPT  | 24   | Kollisionsskada | 5    |       |
| Snabbaste varv: Max Verstappen (Red Bull Racing-RBPT) – 1:07.275 (varv 62) |     |                  |                       |      |                 |      |       |
| Källor:                                                                    |     |                  |                       |      |                 |      |       |

Notes
- ^1  –  Inkluderar en extra poäng för snabbaste varv.[16]
- ^2  – Pierre Gasly fick fem sekunders bestraffning för att ha orsakat en kollision med Sebastian Vettel. Hans slutgiltiga plats påverkades inte av straffet.[17]
- ^3  – Sebastian Vettel kom på 16:e plats, men fick fem sekunders bestraffning för att ha kört utanför bangränsen.[17]